# Bredia hirsuta
Bredia hirsuta är en tvåhjärtbladig växtart som beskrevs av Carl Ludwig von Blume. Bredia hirsuta ingår i släktet Bredia och familjen Melastomataceae. Utöver nominatformen finns också underarten B. h. scandens.

## Bildgalleri

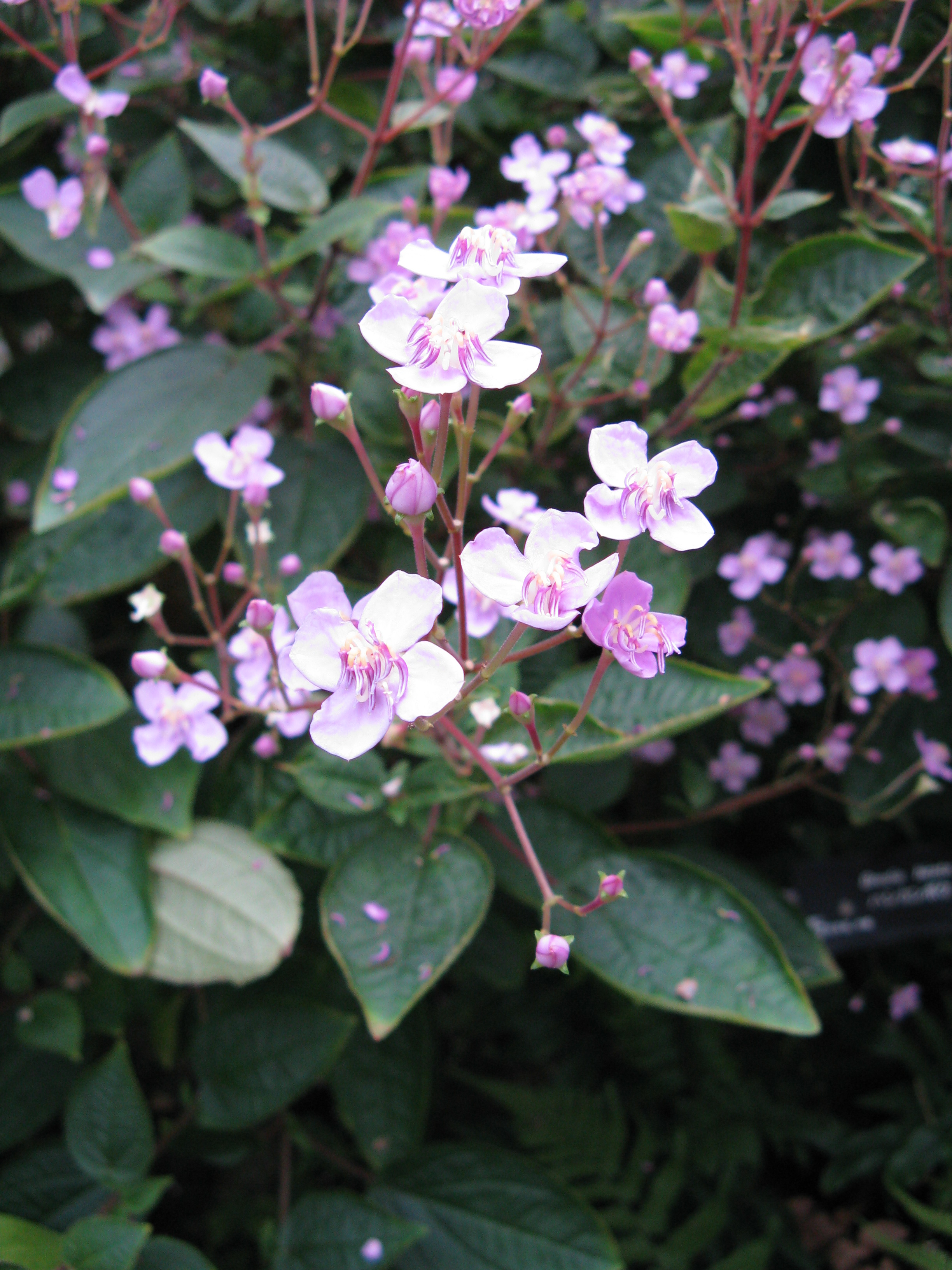
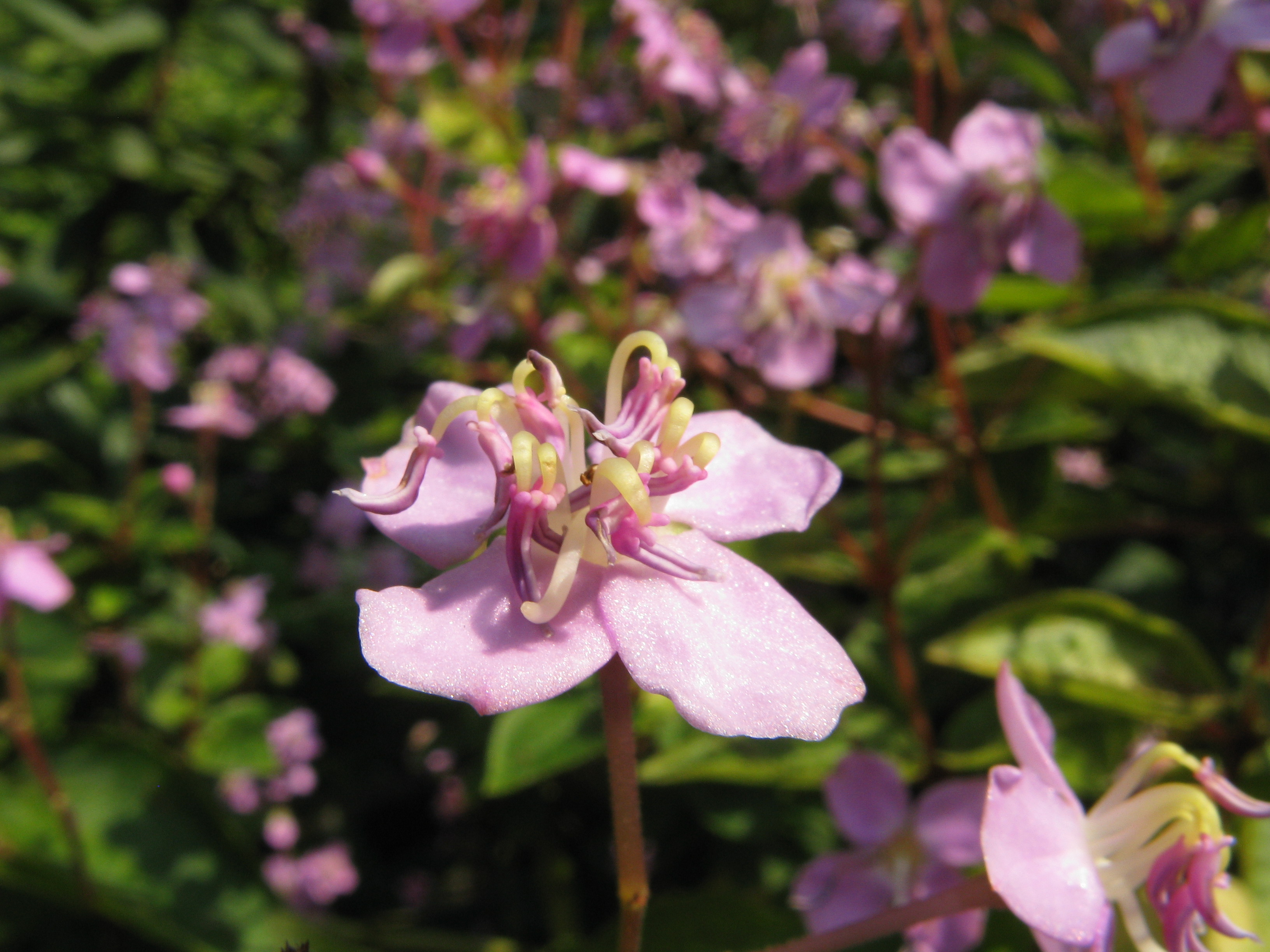